# Thuyết nhiên tố

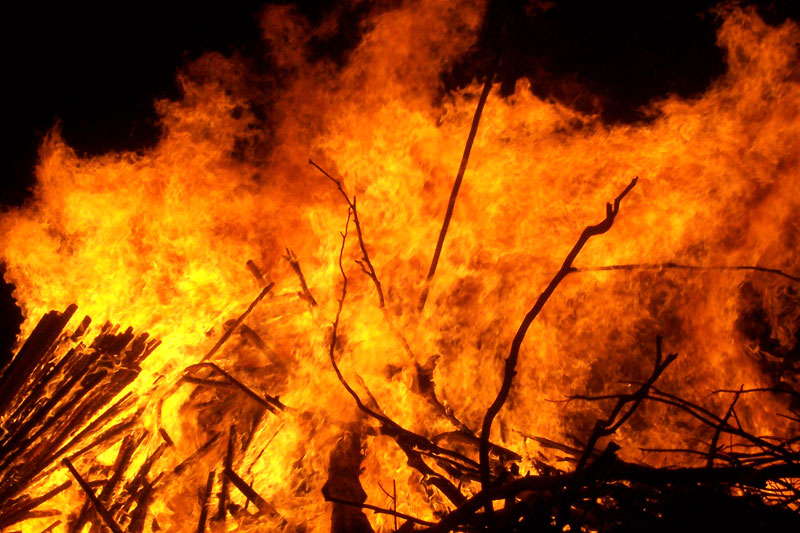
Thuyết phlogiston (thế kỷ 17) đã cố gắng tìm lý giải cho những quá trình oxy hóa, như lửa hay sự rỉ sét của kim loại

Thuyết nhiên tố (có nguồn gốc từ phlogios trong tiếng Hy Lạp cổ, có nghĩa là "sự cháy") là một lý thuyết khoa học đã lỗi thời, được Johann Joachim Becher đưa ra lần đầu tiên vào năm 1667, cho rằng ngoài những nguyên tố cổ điển của người Hy Lạp, có một nguyên tố bổ sung tương tự như lửa có tên là "yếu tố cháy" (phlogiston). Yếu tố này tồn tại trong các vật thể có khả năng bốc cháy, và được giải phóng ra ngoài, với một mức độ thay đổi được, trong sự cháy.

### Lịch sử
Vào năm 1667, Johann Joachim Becher đã cho xuất bản cuốn Physica Subterranea, mà trong đó lý thuyết này lần đầu tiên được giới thiệu. Theo truyền thống thì các nhà giả kim luôn cho rằng có bốn nguyên tố là: lửa, nước, khí, và đất. Trong quyển sách của mình, Becher đã loại trừ nước và lửa từ những mẫu nguyên tố đó và thay thế chúng bởi ba dạng của đất là: terra lapida, terra mercurialis và terra pinguis.
Theo thuyết của Becher, sự hiện diện của terra lapida, hay terra lapidea, đại diện cho tính nóng chảy. Terra mercurlialis, hay terra fluida, quyết định cho trạng thái của vật chất như: lỏng, huyền ảo, khí và rắn. Terra pinguis là một yếu tố làm phổ biến tính nhờn, tính lưu huỳnh và tính cháy. Becher tin rằng terra pinguis là nguyên nhân chính của sự cháy và được phóng thích khi những vật chất có thể cháy được đốt.
Georg Ernst Stahl, một nhà hoá học người Đức, và cũng là một học sinh của Becher, đã mở rộng thuyết của thầy mình trong những tác phẩm được xuất bản trong khoảng giữa năm 1703 và năm 1731. Trong một tác phẩm của ông (năm 1718), Stahl đã đổi tên terra pinguis thành phlogiston. Công trình của Stahl chủ yếu xoáy vào việc phân tích vai trò của phlogiston trong sự cháy và sự nung vôi, đây chính là thuật ngữ của thế kỉ 17 cho sự oxy hóa.

## Học thuyết
Học thuyết cho rằng tất cả những vật chất có thể cháy được đều chứa phlogiston, một dạng vật chất không có màu, mùi, vị, hay khối lượng, và được giải phóng trong sự cháy. Một khi được đốt, những vật chất đã mất hết chất phlogiston sẽ thể hiện dạng nguyên thủy của nó, gọi là calx.
Vì bất cứ vật chất nào cũng có thể được quan sát là cháy với khoảng thời gian ngắn hơn trong điều kiện hạn chế về không khí (ví dụ trong một cái lọ kín chẳng hạn), không khí đã được cho là đóng một vai trò quan trọng trong quá trình phóng thích phlogiston.
Daniel Rutherford, môn đệ của Joseph Black, đã phát hiện ra khí nitơ vào năm 1772 và cả hai đã dùng học thuyết này để giải thích cho những kết quả của họ. Phần còn lại của không khí sau khi đốt, thực ra là một hỗn hợp của khí nitơ và cácboníc, đôi khi được đề cập đến dưới cái tên "khí phlogiston", vì họ cho rằng lượng khí này đã chiếm nhiều phlogiston. Ngược lại, khi khí oxy được phát hiện, người ta nghĩ nó là "khí thiếu phlogiston", có nhiều khả năng kết hợp với phlogiston hơn và vì vậy giúp duy trì sự cháy lâu hơn các khí thường khác.

## Thách thức và sự bác bỏ
Cuối cùng thì những thí nghiệm định tính đã phát hiện ra một số vấn đề nghiêm trọng trong lý thuyết này của Becher, điển hình là khối lượng của nhiều kim loại, như magiê, tăng lên sau khi được đốt cháy (mặc dù chúng được cho là đã bị mất phlogiston). Mikhail Vasilyevich Lomonosov đã cố thực hiện lại thí nghiệm lừng danh của Robert Boyle và đã đi đến kết luận rằng học thuyết này là không đúng đắn. Ông ta ghi lại trong nhật ký của mình: "Hôm nay, tôi đã thực hiện một thí nghiệm trong một bình thủy tinh kín để cố gắng tìm hiểu liệu khối lượng của kim loại có tăng lên từ những phản ứng có nhiệt thuần tuý hay không. Thí nghiệm này đã chứng tỏ rằng ông Robert Boyle đã bị lừa dối, vì nếu không có sự tiếp xúc với không khí từ phía ngoài, khối lượng của kim loại bị đốt vẫn được giữ nguyên."
Những người ủng hộ học thuyết phlogiston giải thích đã điều này bằng cách đưa ra kết luận rằng phlogiston có "khối lượng âm"; và những người khác, ví dụ như Louis-Bernard Guyton de Morveau, đã đưa ra những lập luận ít gây tranh cãi hơn như phlogiston nhẹ hơn không khí. Tuy nhiên một bản phân tích cụ thể dựa trên nguyên lý Archimedes và sự hội tụ của magnesi và sản phẩm của nó sau sự cháy chỉ ra rằng sự nhẹ hơn không khí không thể giải thích cho sự tăng khối lượng.
Tuy vậy, thuyết phlogiston vẫn còn tồn tại như một lý thuyết có nhiều ưu thế cho đến khi Antoine-Laurent Lavoisier chỉ ra được rằng, sự cháy cần khí oxy, giải quyết nghịch lý về khối lượng và chuẩn bị cho thuyết cháy bởi nhiệt.
Trong một vài khía cạnh nào đó, thuyết phlogiston có thể được xem là một sự đối lập với "thuyết oxy" hiện đại. Thuyết này khẳng định rằng tất cả các vật chất có thể cháy được đều chứa phlogiston có thể được giải phóng trong quá trình bị đốt cháy, để lại vật chất đã bị mất hết phlogiston trong trọng thái calx nguyên thủy của nó. Mặt khác, trong lý thuyết hiện đại, những vật chất có thể cháy được (hay những kim loại không rỉ) được khử oxy trong trạng thái nguyên thủy của chúng, và ngược lại khi cháy thì chúng được thêm oxy.

## Ý nghĩa lâu dài
Thuyết phlogiston đã cho phép các nhà hoá học đem lại những sự lý giải cho các hiện tượng tưởng chừng như khác nhau trở thành một cấu trúc có quan hệ chặt chẽ: sự cháy, sự trao đổi chất, và sự tạo thành rỉ sét. Sự nhận biết về quan hệ giữa sự cháy và sự trao đổi chất đã tạo thành tiền đề cho sự nhận biết sau này về sự trao đổi chất ở sinh vật và sự cháy như là những quá trình có liên quan về bản chất hoá học với nhau.